# Serjania nutans
Serjania nutans är en kinesträdsväxtart som beskrevs av Poepp. & Endl.. Serjania nutans ingår i släktet Serjania och familjen kinesträdsväxter. Inga underarter finns listade i Catalogue of Life.